# Кабардинці
Кабарди́нці (самоназва адыге, рос. кабарди́нцы) — один з корінних адизьких народів Північного Кавказу.

## Територія проживання

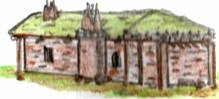
Традиційне кабардинське житло

Кабардинці живуть в історичній області Кабарда́, що розташована в центральному Передкавказ'ї; за сучасним адміністративним поділом це переважно Кабардино-Балкарія, крім сходу республіки, а також частково південь Ставропольського краю й північно-західний окрай Північної Осетії. Кабардинці в РФ також живуть в інших суб'єктах Північного Кавказу, а за межами Росії — нащадки мухаджирів XIX й поч. ХХ століть, які іменують себе черкесами, в країнах Близького Сходу (Йорданія, Сирія) та Турчеччині.

## Населення
Чисельність карачаївців у Росії за даними перепису населення 2002 року — 192 182 особи, з них 169 тис. чоловік — у Карачаєво-Черкесії, де вони становлять 38,5 % населення, бувши чисельно найбільшим народом республіки. Карачаївські общини є також у Казахстані, Узбекистані та країнах, куди карачаївці у різний час емігрували — США, Туреччині тощо.
Перепис населення в Україні 2001 року зафіксував проживання в країні 190 представників карачаївського етносу, з них 1/6 (35 осіб) як рідну вказали мову своєї національності, майже кожний восьмий (22 особи) рідною вважали українську, решта — переважно російську.

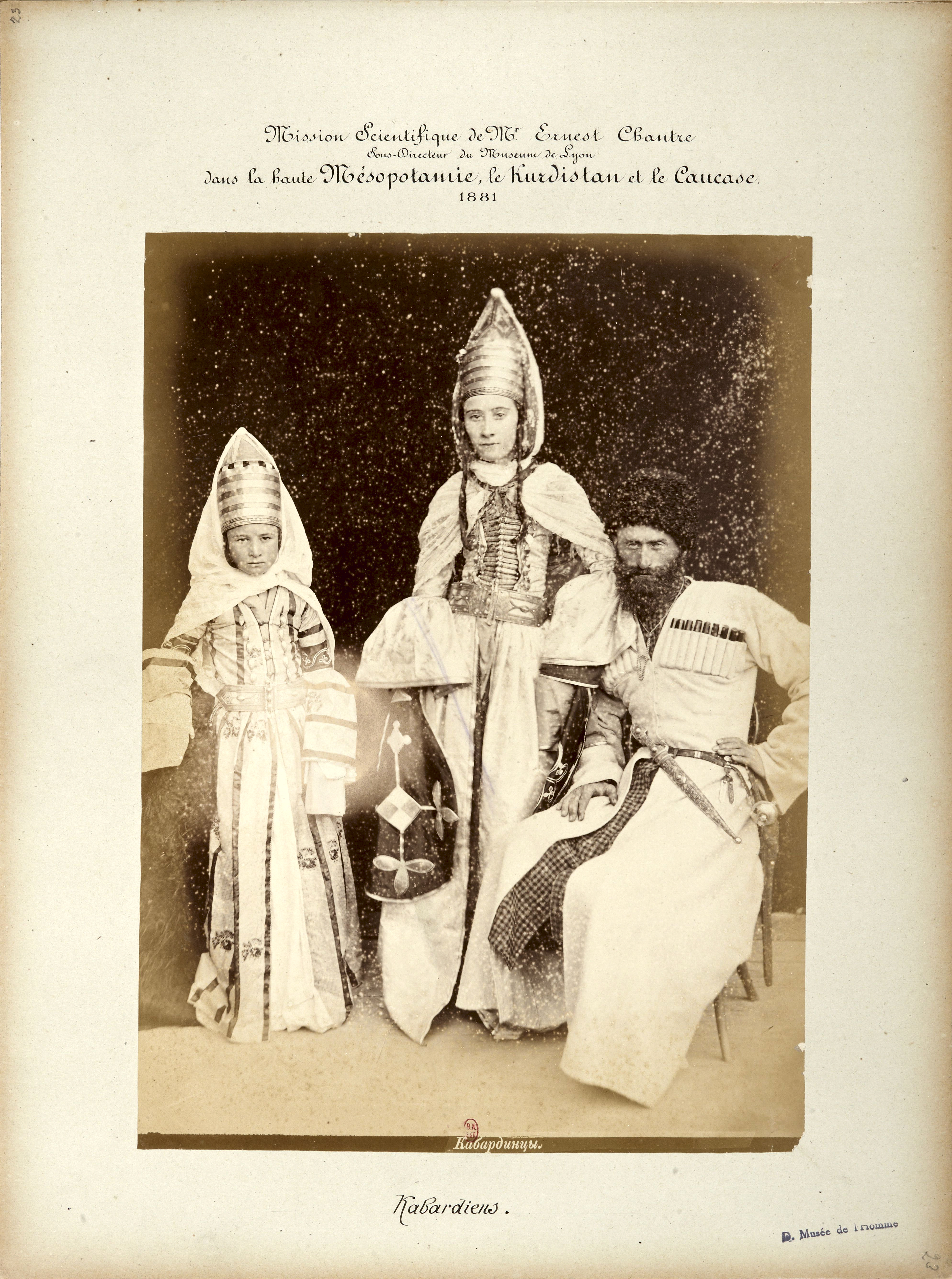
Кабардинці (1881)
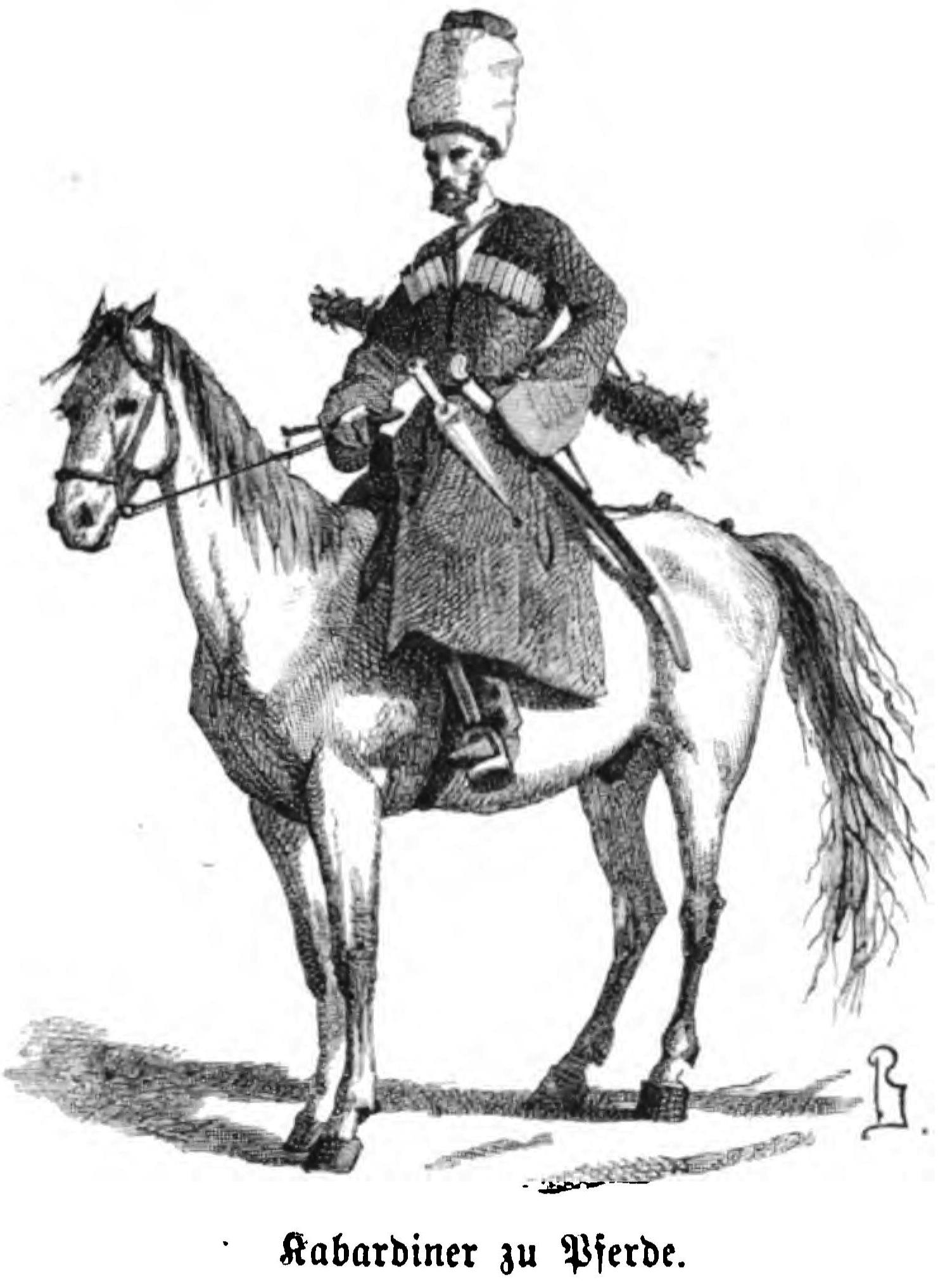
Кабардинський вершник (1868)
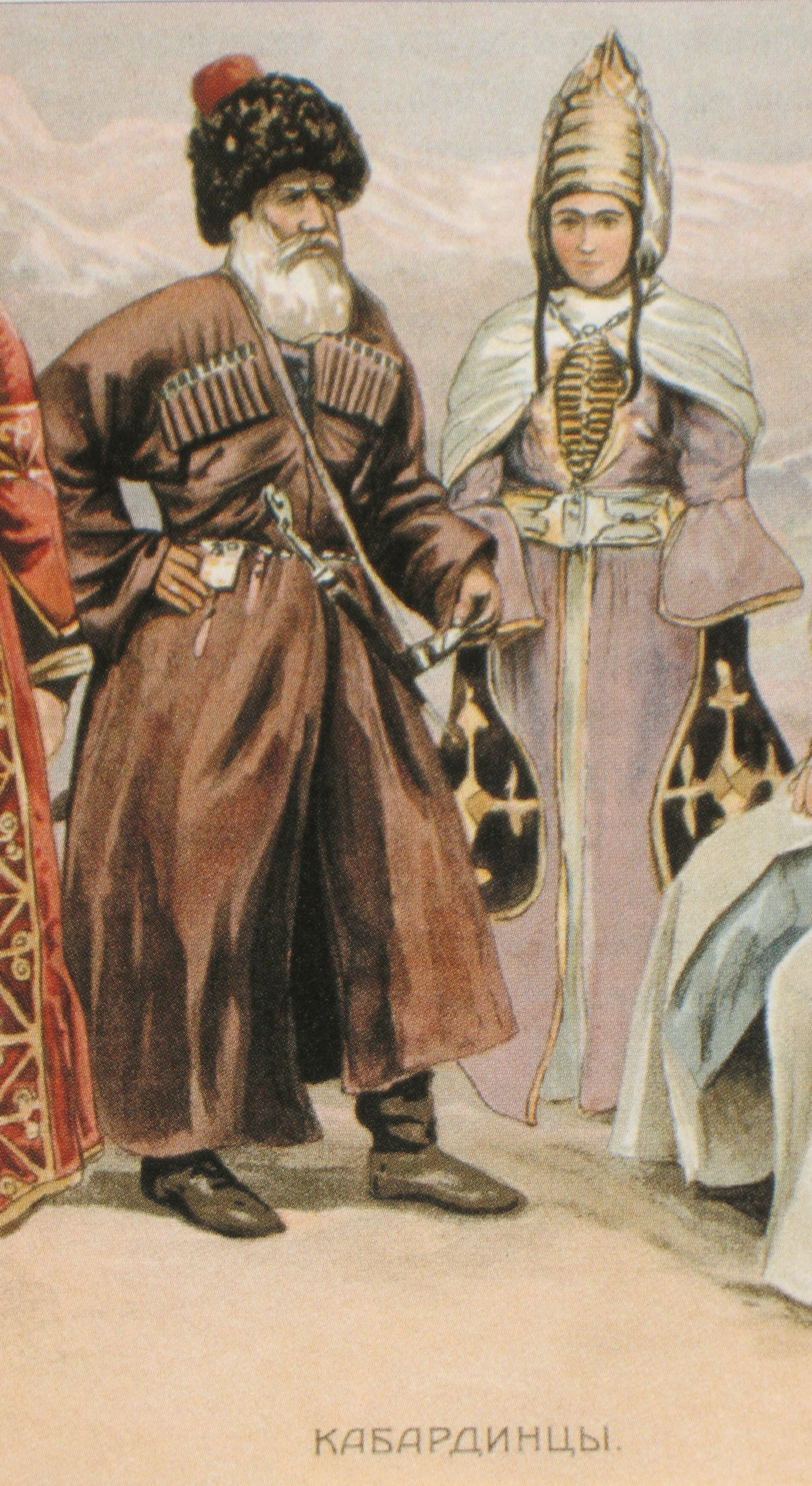
Кабардинці

## Персоналії
- Черкаський Олексій Михайлович
- Казанова Саті Сетгаліївна